# Yankel Stevan
Yankel Jacobo Stevan Salido  (Ciudad de México, México, 20 de octubre de 1995), más conocido simplemente como Yankel Stevan, es un actor mexicano conocido por sus papeles como Raúl de León en la serie mexicana de Netflix Control Z, Santiago "El Mirrey" en la serie de televisión Sincronía y como Baldo Turrubiates en la 
telenovela Papá a toda madre.

## Biografía
Nacido el 20 de octubre de 1995, Yankel Stevan es hijo de la modelo española Aldara Salido y de su entonces esposo el mexicano Enrique Stevan. Nació en Distrito Federal, México, pero pasó la mayor parte de su vida en Cancún, Quintana Roo.
Inició su carrera como modelo en comerciales para marcas como Coca-Cola y el ungüento ASEPXIA. Sus primeros papeles los obtuvo en la serie de televisión Como dice el dicho, actuando en dos episodios. Su salto a la fama se dio con su papel de Santiago, un joven mimado que es secuestrado en la serie Sincronía que fue transmitida en Golden Premier y blim. Sin embargo su fama incrementó con su papel como personaje principal de Raúl León, uno de los jóvenes más ricos del Colegio Nacional en la serie Control Z que es transmitida en la plataforma Netflix

## Filmografía

### Series de televisión
| Año       | Título                       | Rol               | Notas                          |
| --------- | ---------------------------- | ----------------- | ------------------------------ |
| 2011      | Como dice el dicho           | Varios personajes | 2 episodios                    |
| 2016-2017 | Despertar Contigo            | Fabián            |                                |
| 2017      | Sincronía                    | Santiago          | 6 episodios                    |
| 2017-2018 | Papá a toda madre            | Baldo Turrubiates |                                |
| 2019      | Preso No. 1                  | Rick              | 11 episodios                   |
| 2020      | Los pecados de Bárbara       | Rubén             | 4 episodios                    |
| 2020-2022 | Control Z                    | Raúl de León      | Elenco principal, 24 episodios |
| 2023      | Viaje al centro de la Tierra | Martín            | 8 episodios                    |